# Eduard del Regne Unit (duc de Kent i de Streathem)
Eduard del Regne Unit (Palau de Buckingham, 2 de novembre de 1767 - Sidmouth, 23 de gener de 1820) fou Príncep del Regne Unit i de Hannover amb el tractament d'altesa reial que ostentà el títol de duc de Kent i de Streathem.
Fill del rei Jordi III del Regne Unit i de la duquessa Carlota de Mecklenburg-Schwerin. Eduard era net per via paterna del príncep Frederic del Regne Unit i de la duquessa Augusta de Saxònia-Gotha; mentre que per via materna ho era del duc Carles Lluís de Mecklenburg-Strelitz i de la duquessa Elisabet Albertina de Saxònia-Hildburghausen.
El 30 de novembre de l'any 1767, el príncep Eduard fou batejat al Palau de Buckingham essent els seus padrins el duc Carles II de Brunsvic-Wolfenbüttel, el duc Carles Lluís de Mecklenburg-Strelitz, la princesa Augusta del Regne Unit i la landgravina de Hessen-Kassel, Maria del Regne Unit.
Nombroses foren les amants del príncep Eduard entre les quals hom ha de destacar a Adelaide Dubus i Julie de Sant Laurent. Malgrat aquest fet el príncep no contragué matrimoni fins a l'any 1818, any en què l'absència de descendència legítima a la Corona britànica es feu palesa, ja que el Príncep de Gal·les, ni el Duc de Clarence ni el Duc de Cambridge, ni el Duc de Sussex tenien descendència legítima.
Així, el dia 29 de maig de l'any 1818 a Coburg i el 13 de juny a Londres, el duc de Kent contragué matrimoni amb la princesa Victòria de Saxònia-Coburg Saafeld. Victòria era viuda del príncep Emili Carles de Leiningen i filla del duc Francesc Frederic I de Saxònia-Coburg Saafeld i de la comtessa Augusta de Reuss-Ebersdorf. La parella tingué una única filla: SM la reina Victòria I del Regne Unit, nada a Londres el 1819 i morta al Palau d'Osborne el 1901. Es casà l'any 1840 al Palau de Saint James amb el príncep Albert de Saxònia-Coburg Gotha.
El duc de Kent inicià estudis militars a Alemanya l'any 1785. El rei Jordi III del Regne Unit tenia la intenció d'enviar el seu fill a la prestigiosa Universitat de Göttingen, però el duc de Kent renuncia seguint els consells del Duc de York. Tot i així, el príncep Eduard fou enviat primer a Lüneburg i posteriorment a Hannover per tal de realitzar la seva formació militar que seria complementada amb estances a Ginebra i Gibraltar. Posteriorment, ingressà com a coronel al 7è cos de fusellers de l'Exèrcit britànic. La seva severitat en temes de disciplina el feu tremendament impopular entre la tropa.
L'any 1791, el cos de fusellers fou enviat al Canadà i al duc de Kent se l'elevà al rang de general l'any 1793 i de lloctinent general l'any 1796. El 1799, el rei Jordi III del Regne Unit el creà duc de Kent i de Streathem. La seva carrera militar continuà principalment vinculada a la Marina.
El 24 de maig de l'any 1802, el duc de Kent fou nomenat governador de Gibraltar amb l'objectiu de restaurar la disciplina i preparar una possible ocupació de la colònia britànica per part d'un exèrcit francoespanyol. L'any 1805 abandonà Gibraltar i la vida activa a l'exèrcit retirant-se a Londres amb el càrrec de coronel honorari d'un cos destinat al Palau de Hampton Court.
El 5 de febrer de l'any 1783, el duc de Kent fou nomenat cavaller de l'Orde de Sant Patrici, tres anys després cavaller de l'Orde de la Lligacama i el 1799 membre del consell privat del rei Jordi III del Regne Unit. El 1815 rebé la Gran Creu de l'Orde del Bany i sis mesos després la Gran Creu de l'Orde Reial Güelf.
El duc de Kent morí el 1820 a Woodbrook Cottage, Sidmouth, Devon. Fou enterrat al Castell de Windsor i posteriorment traslladat al Kent Mausoleum.